# Unterlamm
Unterlamm es una localidad situada en el de distrito de Südoststeiermark, en el estado de Estiria, Austria. Tiene una población estimada, a principios del año 2022, de 1254 habitantes.
Está ubicada al sureste del estado, al sur de la ciudad de Graz —la capital del estado— y cerca de la frontera con el estado de Burgenland y con Eslovenia.